# Gregory Barker
Gregory Leonard George Barker, baron Barker de Battle, (né le 8 mars 1966) est un homme politique britannique du Parti conservateur. En mai 2010, il est nommé ministre d'État à l'Énergie et au Changement climatique jusqu'en 2015, date à laquelle il quitte ses fonctions de député de Bexhill et Battle. Il siège maintenant à la Chambre des lords. 

## Jeunesse et éducation
Né dans le Sussex, Barker fréquente l'école primaire Upper Beeding, l'école secondaire Steyning et le collège Lancing. En 1987, il obtient un baccalauréat en histoire et politique du Royal Holloway College de Londres . En 1990-1991, il suit un programme de finance d'entreprise à la London Business School.   

## Début de carrière
Barker est chercheur au Centre for Policy Studies en 1987, avant de rejoindre Gerard Vivian Gray  tant qu'analyste actions en 1988, et est membre de l'Honourable Artillery Company entre 1989 et 1994. En 1990, il devient directeur d'International Pacific Securities. Il est vice-président de la Hammersmith Conservative Association en 1993. À partir de 1998, il est administrateur de Daric plc, une société de publicité. 
Barker développe également des liens étroits avec les compagnies pétrolières russes, étant responsable de la communication à la compagnie pétrolière anglo-sibérienne de 1998 à 2000, travaillant à Londres et à Moscou pour le Sibneft Oil Group, propriété de Roman Abramovitch. 

## Carrière parlementaire
Il se présente pour le siège travailliste sûr d' Eccles, où il est battu par Ian Stewart. Il devient ensuite vice-président de la Tooting Conservative Association et conseiller du député conservateur David Willetts. 

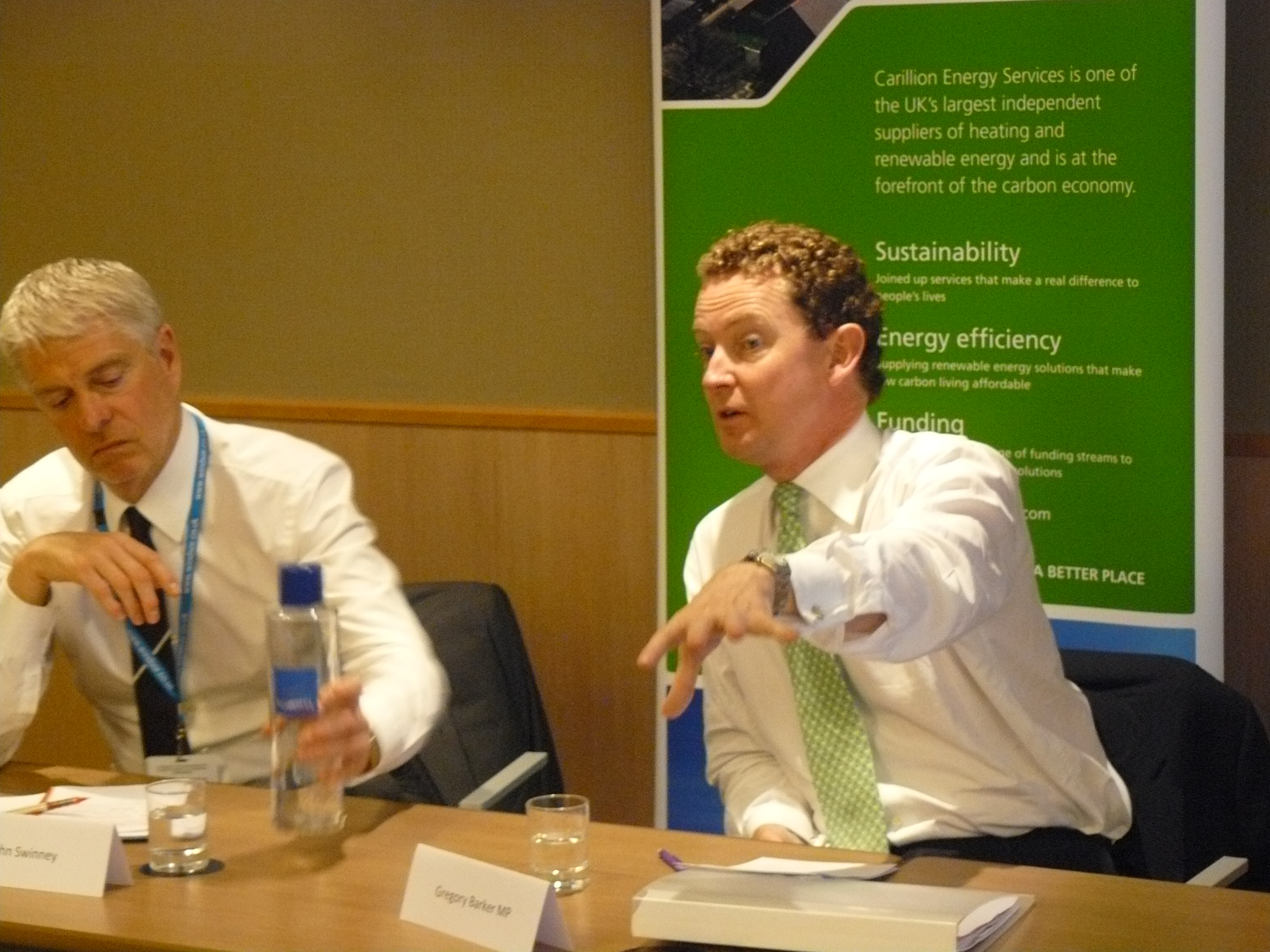
Barker (à droite) à la conférence du parti conservateur 2011

En 2001, Barker devient le député de Bexhill et Battle après la retraite du député conservateur en exercice, Charles Wardle (en). La nomination de Barker par le Parti conservateur est vivement débattue lorsque le député et ancien ministre de l'Intérieur Charles Wardle accuse Barker d'être malhonnête à propos de sa carrière dans les affaires et demande officiellement au chef du parti conservateur Iain Duncan Smith d'enquêter sur les liens possibles entre Barker et le milliardaire russe Boris Berezovsky . Wardle soutient Nigel Farage (qui est devenu plus tard le chef du Parti pour l'indépendance du Royaume-Uni), mais Barker remporte le siège en obtenant plus de 10 500 voix devant le candidat libéral démocrate, Stephen Hardy. Proche du chef conservateur David Cameron, Barker, en sa qualité de secrétaire à l'environnement de l'ombre, accompagne Cameron lors de son voyage dans le cercle polaire arctique en avril 2006 pour une mission d'enquête sur le réchauffement climatique. 
En avril 2011, Barker est filmé s'adressant à un public de la Moore School of Business de l'Université de Caroline du Sud, au cours de laquelle il déclare à propos du gouvernement britannique dirigé par les conservateurs: "Nous faisons des coupes que Margaret Thatcher, dans les années 1980, pourrait seulement ai rêvé " . 
Barker est impliqué dans le scandale des dépenses des députés en 2009 pour l'achat et la vente d'appartements à Londres ,. Le 5 février 2013, il vote en deuxième lecture de la Chambre des communes en faveur de la loi sur l' égalité du mariage en Grande-Bretagne . Le 14 juillet 2014, il annonce qu'il ne se présenterait pas aux élections générales de 2015 . 

### Chambre des lords
Le 12 octobre 2015, il est créé baron Barker of Battle, of Battle dans le comté d'East Sussex. Le 10 novembre, il est présenté aux Lords par John Browne, baron Browne de Madingley, et Guy Black, baron Black de Brentwood. 
En février 2019, Barker prend un congé de la Chambre des Lords après avoir accepté un poste de président exécutif au sein du groupe En +, une société liée à l'oligarque russe Oleg Deripaska figurant sur la liste des sanctions américaines. 

## Vie privée
Barker épouse Celeste Harrison, héritière de la fortune de la brasserie Charles Wells, en 1992. À la suite d'un rapport de journal dans The Observer, Barker confirme que lui et sa femme se sont séparés et le 26 octobre 2006, le journal tabloïd britannique le Daily Mirror révèle qu'il a laissé sa femme et ses enfants pour l'expert de la mode vintage William Banks-Blaney. The Independent rapporte plus tard que Barker a confirmé qu'il est gay . 